# 인민적정의
《인민적정의》(중국어 간체자: 人民的正义, 정체자: 人民的正義, 병음: Rén mín de zhèng yì 런민더정이[*])는 2020년 방송되었던 중국의 드라마이다.

## 등장 인물
- 우화위 (于和伟) - 풍삼 역
- 한설 (韩雪) - 뤄흔연 역
- 마원 (马元) - 진명충 역
- 우강 (吴刚) - 송지명 역
- 빙뢰 (冯雷) - 웅소봉 역
- 한퉁성 - 장우성 역
- 쳉타이센 (成泰燊) - 미학정 역
- 오적 (吴迪) - 노춘양 역
- 안동 (安冬) - 백소연 역
- 쑹춘리 - 호설암 역
- 장희림 - 진장청 역
- 왕려운 (王丽云) - 뤄모 역
- 허아군 (许亚军) - 뤄정의 역
- 허우용 (侯勇) - 미지 역
- 정해봉 (丁海峰) - 무강 역
- 이학정 (李学政) - 외성인 역
- 허문광 (许文广) - 황우홍 역
- 황준붕 (黄俊鹏) - 하수국 역
- 조자기 (赵子琪) - 이빙청 역
- 기수 (纪帅) - 범사양 역